# آلبی رولز
آلبی رولز (انگلیسی: Albie Roles; ۲۹ سپتامبر ۱۹۲۱ – ۳ اکتبر ۲۰۱۲) بازیکن فوتبال اهل بریتانیا بود.
از باشگاه‌هایی که در آن بازی کرده‌است می‌توان به باشگاه فوتبال گلاستر سیتی، باشگاه فوتبال کاوز اسپورتز، باشگاه فوتبال ساوت‌همپتون، و باشگاه فوتبال وستهام یونایتد اشاره کرد.